# Irakli Kobachidse

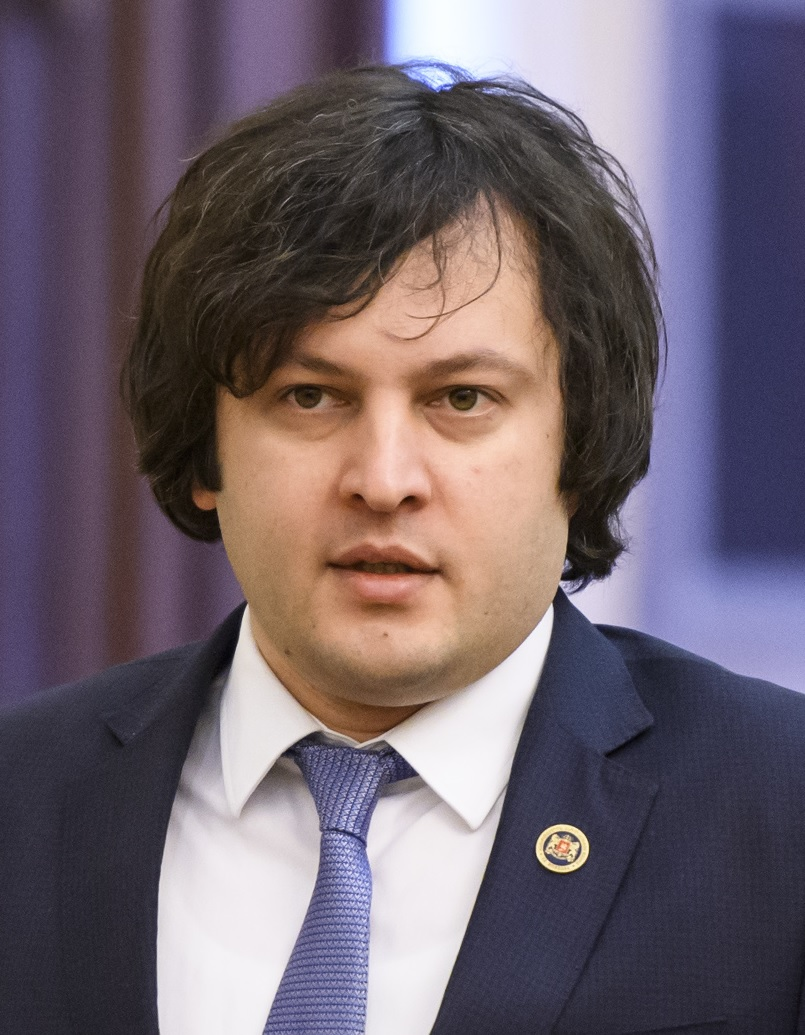
Irakli Kobachidse (2018)

Irakli Kobachidse (georgisch ირაკლი კობახიძე; * 25. September 1978 in Tiflis) ist ein georgischer Politiker. Von Januar 2021 bis Februar 2024 war er Vorsitzender der Partei Georgischer Traum und von November 2016 bis Mai 2019 Vorsitzender des Parlaments der Republik Georgien. Seit dem 8. Februar 2024 ist er Premierminister Georgiens.

## Werdegang
Kobachidse absolvierte Rechtswissenschaften an der Staatlichen Iwane-Dschawachischwili-Universität Tiflis. In diesem Fachbereich promovierte er 2006 an der Heinrich-Heine-Universität Düsseldorf. Zwischen 2005 und 2012 war er Assistenzprofessor an der Staatlichen Universität Tiflis. Von 2007 bis 2008 war Kobachidse als Nachwuchswissenschaftler am Tinatin-Tsereteli-Forschungsinstitut für Staat und Recht tätig. In den Jahren 2009–2011 arbeitete er als Leiter eines Reformprojekts für lokale Selbstverwaltung, das von einem Entwicklungsprogramm der Vereinten Nationen gefördert wurde. Im Anschluss daran wirkte Kobachidse bis 2013 an der Staatlichen Universität Tiflis und der Kaukasus-Universität in Tiflis als Gastdozent bzw. Lehrbeauftragter. Seine Zusammenarbeit mit dem UNO-Projekt für die Modernisierung der regionalen und kommunalen Selbstverwaltung setzte er im Jahr 2014 fort.
Am 18. November 2016 wählten die Delegierten des regierenden Georgischen Traums, der die absolute Mehrheit im Parlament bildet, Kobachidse mit 118 gültigen Stimmen im Geheimen zum Vorsitzenden des georgischen Abgeordnetenhauses. Die oppositionelle Vereinte Nationale Bewegung, die ablehnend gegenüber dieser Ernennung stand, blieb der Abstimmung fern.
Im März 2017 geriet Kobachidse in einen Konflikt mit dem Präsidenten Giorgi Margelaschwili. Grund war der vom Staatsoberhaupt initiierte Aktionsplan über die geplanten Verfassungsänderungen, mit dem Ziel, die Bevölkerung über die einzelnen Maßnahmen besser zu informieren. Kobachidse bezeichnete den Vorstoß von Margelaschwili, der ihm zufolge dem Parlament obliegen solle, als respektlos und widersprüchlich.
Am 21. Juni 2019 trat Kobachidse von seinem Amt als Parlamentspräsident zurück.
Vorangegangen waren Proteste vor dem Abgeordnetenhaus mit mehr als 200 Verletzten. Sie hatten sich am Auftritt des russischen Duma-Mitglieds Sergei Gawrilow entzündet, der im Rahmen eines Treffens der Abgeordneten der Interparlamentarischen Versammlung der Orthodoxie als deren Vorsitzender auf dem Stuhl des Präsidenten platziert worden war und von dort aus eine Rede in russischer Sprache gehalten hatte. Georgische Medien hatten zuvor die Falschmeldung verbreitet, Gawrilow sei im Rahmen des Kaukasuskrieges 2008 zwischen Russland und Georgien an Kampfhandlungen beteiligt gewesen.
Seit dem Rücktritt von Bidsina Iwanischwili vom Amt des Parteivorsitzenden des Georgischen Traums im Januar 2021 amtierte Kobachidse als neuer Parteichef. Am 29. Januar 2024 kündigte Premierminister Irakli Gharibaschwili seinen Rücktritt an.
Am 1. Februar wurde Kobachidse als sein Nachfolger im Amt des Regierungschefs nominiert, im Gegenzug übernahm Gharibaschwili den Parteivorsitz.
Am 8. Februar 2024 bestätigte das Parlament seine Nominierung mit 84 Ja- zu 10 Nein-Stimmen. Er steht dem Kabinett Kobachidse vor. 

## Privat
Kobachidse ist verheiratet und hat zwei Söhne.